# 塞索·菲爾德
塞索·葛蘭特·菲爾德（英語：Cecil Grant Fielder，1963年9月21日—），為前美國職棒大聯盟的一壘手。生涯曾效力過藍鳥、老虎、洋基、天使與印地安人，及日職的阪神虎等隊。菲爾德是大聯盟1980年代到1990年代間的強打者。1990年，他是美聯繼1961年的羅傑·馬里斯和米奇·曼托後，該聯盟首位達成單季50轟的球員。
菲爾德的兒子普林斯·菲爾德也是一名大聯盟選手，他們兩位是大聯盟唯一一對達成單季50轟的父子檔。而他們也一度是大聯盟唯一一對達成單季40轟的父子檔，不過2021年藍鳥隊的小弗拉迪米爾·葛雷諾也加入他父親達成了此一創舉。

## 職業生涯

### 生涯初期
1981年大聯盟選秀，菲爾德在第31輪才被金鶯選走。隔年他再度參加選秀，並在第4輪被皇家選走。同年，球隊將他交易到藍鳥，換來Leon Roberts。
1985年7月18日，菲爾德登上大聯盟。而他主要和Willie Upshaw及弗瑞德·麥葛里夫輪替擔任一三壘手，這年他敲出31轟與84分打點。

### 阪神虎
1988年球季結束後，菲爾德轉戰日職加盟阪神虎。而菲爾德後來也表示因為當時阪神虎保證他可以每天出賽，因此他決定到日本打拚。儘管菲爾德起初相當不適應日本的棒球文化，但後來在村山實和柏原純一的幫助下，菲爾德擔起球隊的中心棒次。整季他繳出3成02的打擊率，並敲出38轟，出色的打擊能力也讓他獲得了「野牛」的外號。

### 底特律老虎
1989年球季結束後，菲爾德與老虎簽下2年300萬美元的合約。1990年，他敲出51轟與132分打點。這是老虎隊史睽違52年來首度有球員可以達成單季50轟，他也因此拿下美聯全壘打王、打點王和銀棒獎。
1991年，菲爾德敲出44轟，成為老虎隊史繼漢克·格林伯格以來首位連兩季敲出40轟的選手。這年他一樣連莊美聯全壘打王、打點王和銀棒獎，可惜因為球隊戰績影響，他也連續兩年在MVP票選上拿下亞軍。1992年，他打回124分打點，成為美聯繼貝比·魯斯後首位連三年拿下打點王的選手。
菲爾德在老虎期間曾連續4年單季敲出30轟與100分打點，1994年因為罷工影響剩餘球季，菲爾德最後敲出28轟與109分打點。1990年到1995年期間，菲爾德敲出219轟為全大聯盟最多，這項隊史紀錄更是一直到2013年才被米格爾·卡布瑞拉打破。
1993年，菲爾德與老虎簽下5年3600萬美元的合約，在當時他成為大聯盟最高薪的球員。
菲爾德的腳程是著名的慢，1996年，他在出賽1096場比賽後才達成生涯首次盜壘成功，而且還是因為打帶跑戰術成功所致。後來他在同一球季又完成一次盜壘成功，而他生涯也就這麼兩次盜壘成功而已。由於腳程慢的關係，因此菲爾德的防守範圍也沒有很大。不過身為一名一壘手，他接捕彈跳球的能力相當出色。

### 生涯後期
1996年7月31日，老虎將菲爾德交易到洋基，換來魯本·席耶拉和Matt Drews。菲爾德在這年季後賽繳出3成08的打擊率，並敲出3轟與14分打點，是幫助洋基奪冠的功臣之一。之後他續留洋基一年，並在1998年先後加入天使與印地安人。1999年春訓，菲爾德在藍鳥隊繳出2成64的打擊率。不過他沒有成功登上大聯盟，反而被藍鳥交易掉。最後他宣布退休。

## 生涯打擊成績
| 出賽次數 | 打席 | 打數 | 得分 | 安打 | 二安 | 三安 | 全壘打 | 打點 | 盜壘 | 保送 | 三振 | 打擊率 | 上壘率 | 長打率 | OPS  |
| -------- | ---- | ---- | ---- | ---- | ---- | ---- | ------ | ---- | ---- | ---- | ---- | ------ | ------ | ------ | ---- |
| 1470     | 5939 | 5157 | 744  | 1313 | 200  | 7    | 319    | 1008 | 2    | 693  | 1316 | .255   | .345   | .482   | .827 |

## 個人生活
菲爾德的兒子普林斯·菲爾德也是一名一壘手，並曾效力過釀酒人、老虎與遊騎兵等隊。不過菲爾德曾在他兒子生涯起步前期時常干涉他的合約談判，最後一度造成父子反目，菲爾德的家人甚至開始不和菲爾德往來。後來菲爾德在2012年受訪表示自己和兒子已經破冰，關係回復正常。
2007年9月25日，普林斯敲出單季50轟，這也讓他們成為大聯盟唯一一對雙雙達成單季50轟里程碑的父子檔。此外，兩人生涯都剛好累積319轟，排在大聯盟第126名。
2008年，菲爾德曾擔任美加職棒協會大西洋城衝浪隊的總教練。

## 外部連結
- 球員資訊和成績在MLB，ESPN ，Retrosheet ，Baseball Reference ，Baseball Reference (Minors) ，Fangraphs ，The Baseball Cube ，Baseball Almanac （英文）
- 塞索·菲爾德在台灣棒球維基館上的頁面（繁體中文）